# Tears of the Dragon
«Tears of the Dragon» es una canción compuesta por Bruce Dickinson, de su segundo disco en solitario luego de su salida de Iron Maiden, titulado Balls to Picasso. Es la última canción del álbum, y rápidamente se convirtió en tema de culto entre sus fanáticos. Originalmente fue grabada tiempo atrás junto a otras canciones, las cuales todas fueron borradas excepto esta, cuando Dickinson se hizo de los servicios del guitarrista y productor Roy Z para grabar el álbum.

## Personal
- Bruce Dickinson – Voz
- Roy Z – Guitarra
- Eddie Cassillas – Bajo
- David Ingraham – Batería